# 慶符縣
慶符縣位於四川省南部。北宋政和年間（1113年）置縣，为祥州州治。1960年1月7日，中華人民共和國國務院全體會議第93次會議通過：撤銷慶符縣，將原慶符縣的行政區域劃歸高縣。

## 歷史沿革
- 1952年7月1日，慶符縣小沱鄉劃歸宜賓市。[1]
- 1953年9月12日，南溪縣綏慶鄉的四村及三村的半個村劃歸慶符縣。[2]
- 1953年10月17日，珙縣天堂鄉張家村划1個小組歸慶符縣。[3]
- 1953年12月6日，長寧縣道林鄉、萬壽村及太平村3個組劃歸慶符縣[4]
- 1953年6月27日，慶符縣懷遠、恆遠2鄉劃歸高縣。[5]
- 1954年2月16日，高縣騰龍鄉三合村的30餘戶劃歸慶符縣。[6]
- 1960年1月，慶符縣撤銷，全部划入高縣。

## 名人

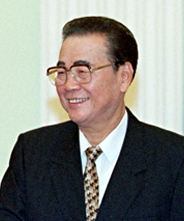
前中华人民共和国國務院總理李鹏

- 李鵬（1928年10月20日－2019年7月22日），中華人民共和國前國務院總理、全國人民代表大會常務委員會委員長。在处理六四天安门事件中的态度、推动三峡工程的行为及关于其家族的腐败传闻颇具争议。[7]